# Frédéric Gracia
Pour les articles homonymes, voir Gracia.
 (août 2023).
 (septembre 2023).
Frédéric Gracia est un peintre français né le 8 avril 1959 à Paris. Artiste cordiste, il conçoit et réalise des trompe-l’œil sur des façades, des châteaux d’eau,,,, des cheminées d’usines ou des centrales nucléaires.

## Biographie

### Premiers travaux

Peinture murale sur l’un des quatre aéroréfrigérants de la centrale nucléaire de Cruas en Ardèche.

Le Château d'eau de Lugos décoré en 2023.

Après des études aux Arts Appliqués et une courte période de travail comme illustrateur dans un studio de création graphique, Frédéric Gracia commence sa carrière de peintre au Club Med en tant que décorateur-scénographe
En 1986 au cours d'un voyage en Asie, on lui propose de réaliser à Hong Kong une scénographie  pour le concert de Chick Corea Elektric Band. Il peint à cette occasion une toile de fond fluorescente.
En 1990, il travaille pour la compagnie des Croisières Paquet à bord du paquebot Mermoz (en), assurant le décor des animations nocturnes.

### Grandes œuvres en trompe-l'œil
Enfant, Frédéric Gracia est également fasciné par l'alpinisme. À la recherche d'un peintre capable de travailler en hauteur, Jean-Marie Pierret l'engage en 1991 pour peindre une fresque de 13 500 m2  intitulée Le Verseau sur l'une des quatre tours de refroidissement de la centrale nucléaire de Cruas en Ardèche. Le jeune Gracia la réalise avec l'aide de huit alpinistes guides de haute montagne,,. Cela lui apporte ensuite davantage de commandes. En 1995, juché sur des échafaudages, il travaille avec Catherine Feff et la société Bouygues à la décoration intérieure du dôme d'une mosquée au Turkménistan.
Ses murs peints,,en trompe-l’œil,, sur des façades d'immeubles comme ceux réalisés à Châtillon, Fontenay-aux-Roses ou au Plessis Robinson, l'amènent à se spécialiser dans la conception et la réalisation de fresques monumentales,,,sur des ouvrages en volume et de grandes dimensions tels que barrage (barrage d'Arzal), cheminées industrielles,,et châteaux d'eau,,,,,,,,,,.
Parallèlement à son activité de peintre muraliste Frédéric Gracia travaille dans son atelier du Plessis Robinson et expose régulièrement ses œuvres, peintures et sculptures.

### Expositions
- Palais des Nations unies à New York[8].
- Palais Saint James[38] à Londres.
- Salon des artistes français Grand Palais[39]
- Invité d'honneur au 46e Salon de Châtillon (Hauts-de-Seine)[40],[41].
- Exposition personnelle de 50 œuvres fluorescentes au dojo de Magny-le-Hongre (Seine-et-Marne)[42].
- Invité d'honneur au 13e Salon L'Art du Temps à Ribemond-sur-Ancre.
- Exposition ARTEXPO[43] New York, avril 2017.
- Exposition permanente au musée du patrimoine à Châtillon[44],[45].